# 軍事委員会調査統計局
国民政府軍務委員会調査統計局（こくみんせいふぐんむいいんかいちょうさとうけいきょく、軍務局、英：Bureau of Investigation and Statistics）は、中華民国の秘密工作組織である。
日中戦争時代は、軍事委員会調査統計局と呼ばれ、略して軍統として知られた。

## 歴史

### 特務処時代
中華民国の軍統系情報機関の歴史は、北伐時代に始まる。1928年、国民革命軍総司令蔣介石は、総司令部内に密査組を設立した。戴笠が同組の主持を担当し、北伐前線の軍事情報の調查収集を担当した。
1931年に満州事変、1932年には第1次上海事変が起こった。1932年3月、国民政府軍事委員長蔣介石は、高級軍事会議を招集し、情報網を組織し、調査資料を収集し、国內外情勢を研究して、外敵を防ぎ、国家安定の参考にすることを決議した。同年4月1日、特務処が設置された。同年9月、軍事委員会に調査統計局が設置され、特務処は第二処に改称されて同局の管轄下に入った。

### 軍統局時代
1937年、日中戦争が勃発し、情報工作が日増しに重要となったため、特務処は軍事委員会調査統計局（軍統）に拡大された。局長は軍委高級長官が兼任し、副局長は戴笠が務め実務を担当した。

### 保密局時代
終戦後の1946年5月、国民党政府は南京に復帰し、軍事委員会が廃止され、国防部が成立した。同年8月、軍統局は国防部保密局に改編され、保全・防諜工作を担当した。
1950年6月、保密局が正式に編成された。台北士林芝山岩に局本部を設置し、国内保安工作と情報収集を担当した。